# Article 28 de la Constitution belge
L'article 28 de la Constitution de la Belgique fait partie du titre II « Des Belges et de leurs droits ». Il garantit le droit de pétition.

## Texte de l'article actuel
« Chacun a le droit d'adresser aux autorités publiques des pétitions signées par une ou plusieurs personnes.

Les autorités constituées ont seules le droit d'adresser des pétitions en nom collectif. »
— Article 28 de la Constitution